# Sageretia pedicellata
Sageretia pedicellata là một loài thực vật có hoa trong họ Táo. Loài này được C.Z. Gao miêu tả khoa học đầu tiên năm 1983.